# 板樟山隧道
板樟山隧道（英語：Banzhangshan Tunnel）是位于珠海市的一个主要公路隧道，隧道全长1210米，于1988年7月28日正式开工建设。1990年10月，下行隧道正式竣工，同年11月28日在庆祝珠海经济特区建立十周年之际正式通车。1992年1月2日，板樟山隧道上行通车。据专业人士介绍，整个隧道系统大约耗费8800万元人民币。
该隧道曾于2009年12月28日进行过大型重建，直至2010年10月31日中国航展前重建完毕。

## 隧道形制
板樟山隧道为双洞单向行车隧道，双向共四车道。两洞均长1210米，净高7.45米，设计行车速度70公里/小时。
现时板樟山隧道北向主要通往新香洲及柠溪，南向主要通往拱北、吉大及前山。

## 板樟山隧道新增隧道工程
工程包含單行雙車道各一條及一條位於東側用於行人及非機動車的慢行車道，最終使板樟山隧道擴充至雙向八車道加一雙向非機動車道。

工程已於2018年4月開工，採用鑽爆法，雙向三隧道同時開工，預算約5.6億人民幣，預計將於2020年通車。
2020年6月，新增隧道正式通车。